# Pine Harbor (Texas)
Pine Harbor es un lugar designado por el censo ubicado en el condado de Marion en el estado estadounidense de Texas. En el Censo de 2010 tenía una población de 810 habitantes y una densidad poblacional de 68,99 personas por km².

## Geografía
Pine Harbor se encuentra ubicado en las coordenadas 32°46′11″N 94°29′55″O / 32.76972, -94.49861. Según la Oficina del Censo de los Estados Unidos, Pine Harbor tiene una superficie total de 11.74 km², de la cual 8.63 km² corresponden a tierra firme y (26.49%) 3.11 km² es agua.

## Demografía
Según el censo de 2010, había 810 personas residiendo en Pine Harbor. La densidad de población era de 68,99 hab./km². De los 810 habitantes, Pine Harbor estaba compuesto por el 89.75% blancos, el 2.59% eran afroamericanos, el 2.22% eran amerindios, el 0% eran asiáticos, el 0% eran isleños del Pacífico, el 2.22% eran de otras razas y el 3.21% pertenecían a dos o más razas. Del total de la población el 4.69% eran hispanos o latinos de cualquier raza.